# Idiocera (Idiocera) leda
Idiocera (Idiocera) leda is een tweevleugelige uit de familie steltmuggen (Limoniidae). De soort komt voor in het Oriëntaals gebied.